# (10738) Marcoaldo
(10738) Marcoaldo est un astéroïde de la ceinture principale.

## Description
(10738) Marcoaldo est un astéroïde de la ceinture principale. Il fut découvert le 17 mars 1988 à La Silla par Walter Ferreri. Il présente une orbite caractérisée par un demi-grand axe de 2,33 UA, une excentricité de 0,07 et une inclinaison de 6,1° par rapport à l'écliptique.

## Compléments